# Lombards
Pour les articles homonymes, voir Lombard.
Cet article concerne les Lombards durant l’Antiquité tardive et le haut Moyen Âge. Le duché de Bénévent et les principautés de Salerne et de Capoue font l'objet d'articles séparés.

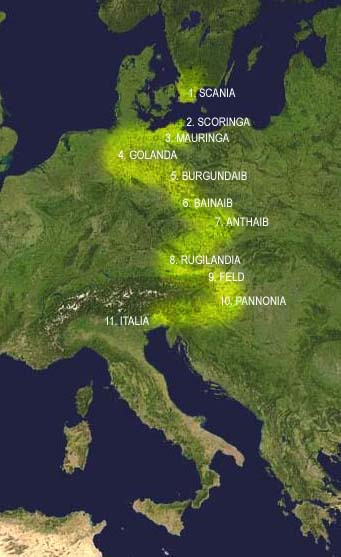
Les principales étapes de la migration des Lombards, de la Scandinavie (Scania) à l'Italie (Italia).

Les Lombards (en latin, Langobardi puis Lombardi après le VIIIe siècle, sauf en Italie méridionale, qui conservera le nom de Langobardi jusqu’au XIIe siècle) sont un ancien peuple germanique, qui, selon sa propre tradition orale rapportée par leur historien Paul Diacre, à la fin du VIIIe siècle, serait originaire de Scandinavie méridionale.
Au Ier siècle, ce peuple traverse la Baltique et s’installe sur les rives de l’Elbe où il s’intègre aux Germains locaux. Il migre au Ve siècle sur les rives du moyen-Danube, en Pannonie, où il commence à adopter le christianisme sous ses deux formes de l’époque, arienne et nicéenne. De Pannonie, sous la conduite du roi Alboïn, il migre en 568 vers l’Italie alors romaine (byzantine) et s’empare de la plus grande partie de la péninsule, dont il reste maître jusqu’en 774, lorsqu’il est conquis par Charlemagne.
Il donne aujourd’hui son nom à la province italienne de Lombardie, entourant Milan.

## Étymologie et origines

### Tacite

En gris-bleu le territoire des Lombards en 526 sur les rives nord du Danube, au nord-est de la Pannonie.

L'origine du nom des Lombards reste incertaine. En 98, l'historien romain Tacite les mentionne déjà dans son ouvrage sur les Germains, Germania. Ensuite, les Lombards demeurent plusieurs siècles dans l'ombre et leur histoire antérieure au Ve siècle est très mal connue. Le peuple lombard, dont le premier roi connu est un certain Agelmund, ne participe pas aux invasions et migrations barbares des IVe et Ve siècles.
Leur propre tradition orale tardive (l'Origo gentis Langobardorum) décrit comment les Lombards quittèrent la Scandinavie, dirigés par deux chefs frères, Ibor et Aio, et comment ils s’établirent en Europe centrale, où des sépultures « longobardes » semblent établies vers 250-260.

### Winniles et Vandales
Le dieu Wotan et sa femme Frīja n’étaient pas toujours en accord sur les décisions à prendre. Un jour, les époux s’opposèrent sur le sort de deux tribus guerrières : les Winniles (ou Winilli, signifiant tout simplement les « Guerriers ») et les Vandales. Les premiers étaient soutenus par Frīja et les seconds par Wotan. Wotan décrète que la première tribu qu’il verrait en se réveillant au matin suivant, sera victorieuse. Son lit étant placé face aux Vandales, il savait que sa tribu gagnerait. Astucieusement, Frīja fit pivoter le lit de son époux et ordonna aux femmes Winniles de coiffer leurs longs cheveux autour de leur visage à la manière d’une barbe postiche — le stratagème, soufflé par Freia, visait à impressionner leurs ennemis vandales, plus nombreux. Lorsque Wotan se réveilla, il se demanda qui étaient ces longues barbes. Dès lors, les Winniles étaient connus sous le nom de Lombards (« longues barbes »).
Les Lombards se considéraient comme les préférés du dieu Wotan (Odin). Cette étymologie, qui est rapportée par Paul Diacre est discutée. Néanmoins, même dans les recherches les plus récentes, la dérivation de Longobards à partir de longues barbes est considérée comme assez probable pour des raisons philologiques. L’œuvre a pour modèle le récit de la migration des Goths (fait quant à lui par l’historien de ce peuple, Jordanès) et peut être également rapprochée du récit de la migration des Angles, des Jutes et des Saxons dans l’île de Bretagne tel qu’il est fait dans la Chronique anglo-saxonne[réf. nécessaire].
D'une manière plus générale, le changement de nom de Winilli à Longobards a été expliqué par le phénomène du compagnonnage guerrier et de la formation de nouvelles communautés lors des migrations des peuples germaniques, communautés qui se plaçaient sous la protection du dieu Odin/Wodan en adoptant un éponyme du dieu. Longue-Barbe est un surnom d'Odin qu'atteste la tradition scandinave (langbarđr).

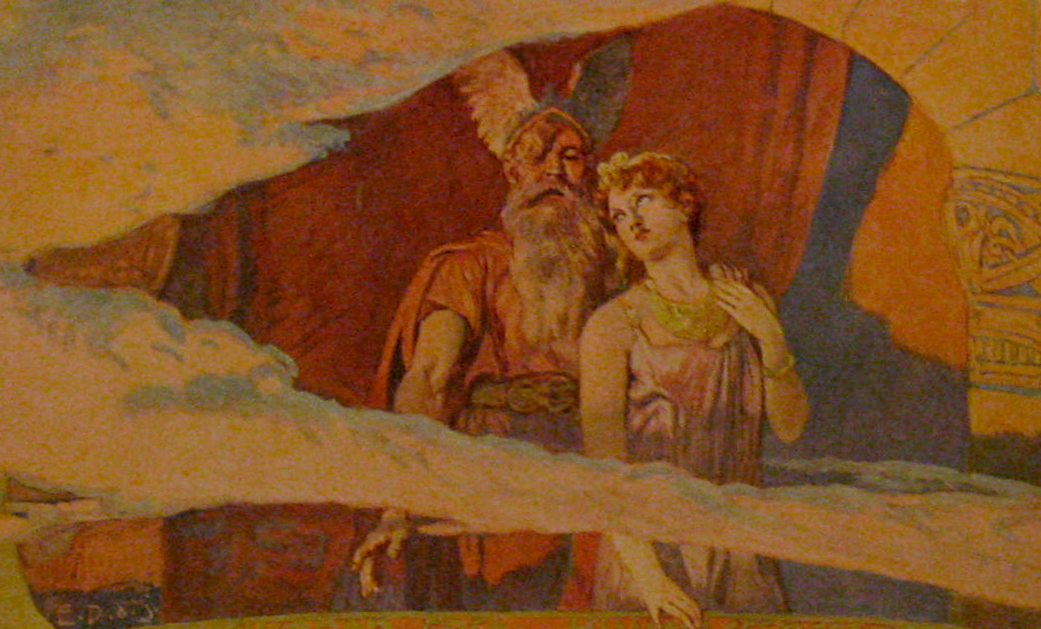
Wotan et Frīja regardent de leur fenêtre dans les cieux les femmes Winnili, illustration d'Emil Doepler (1905).
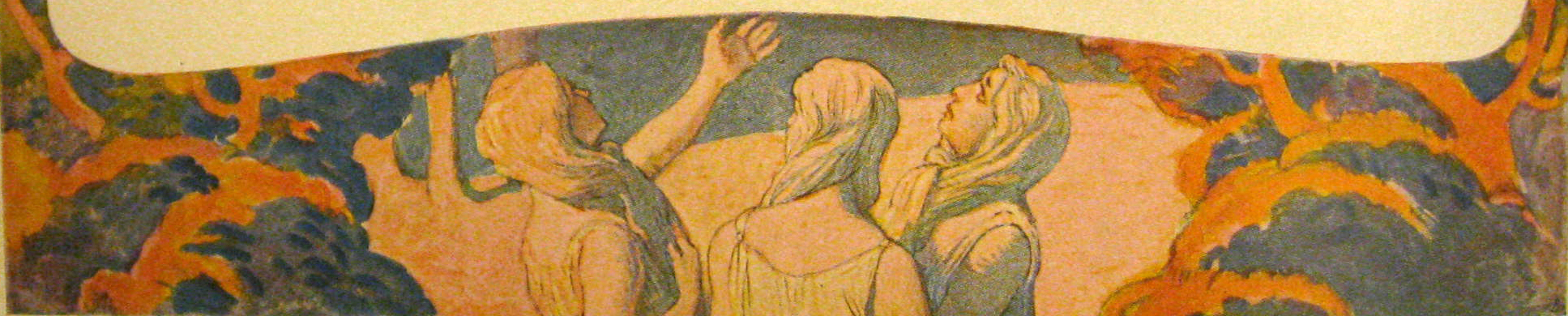
Les femmes Winnili avec les cheveux attachés en barbe regardent Wotan et Frīja, illustration d'Emil Doepler (1905).

### Longobardi (Hallebardes)
Il a été proposé une autre origine au mot « Lombard » : ainsi pour Régis Boyer : « […] les Lombards (un surnom sans doute, ils s’appellent probablement Uinniles, seraient venus de Norvège et devraient leur nom, non pas à ce qu’ils auraient eu de longues barbes comme on l’a longtemps cru, mais au fait qu’ils possédaient des hallebardes à longs fers, longobardi […] ».
Ces « longues bardes » seraient issues du germanique barte « hache » et Langbärte « longues armes d'hast ». L'étymon donnera également en français le mot hallebarde, littéralement, « hache à poignée »,
En français, « lombard » est emprunté, à l’italien lombardo,, du latin médiéval  longobardus, altération, probablement sous l’influence de longus, du latin Langobardus, pluriel Langobardi.

## Migrations

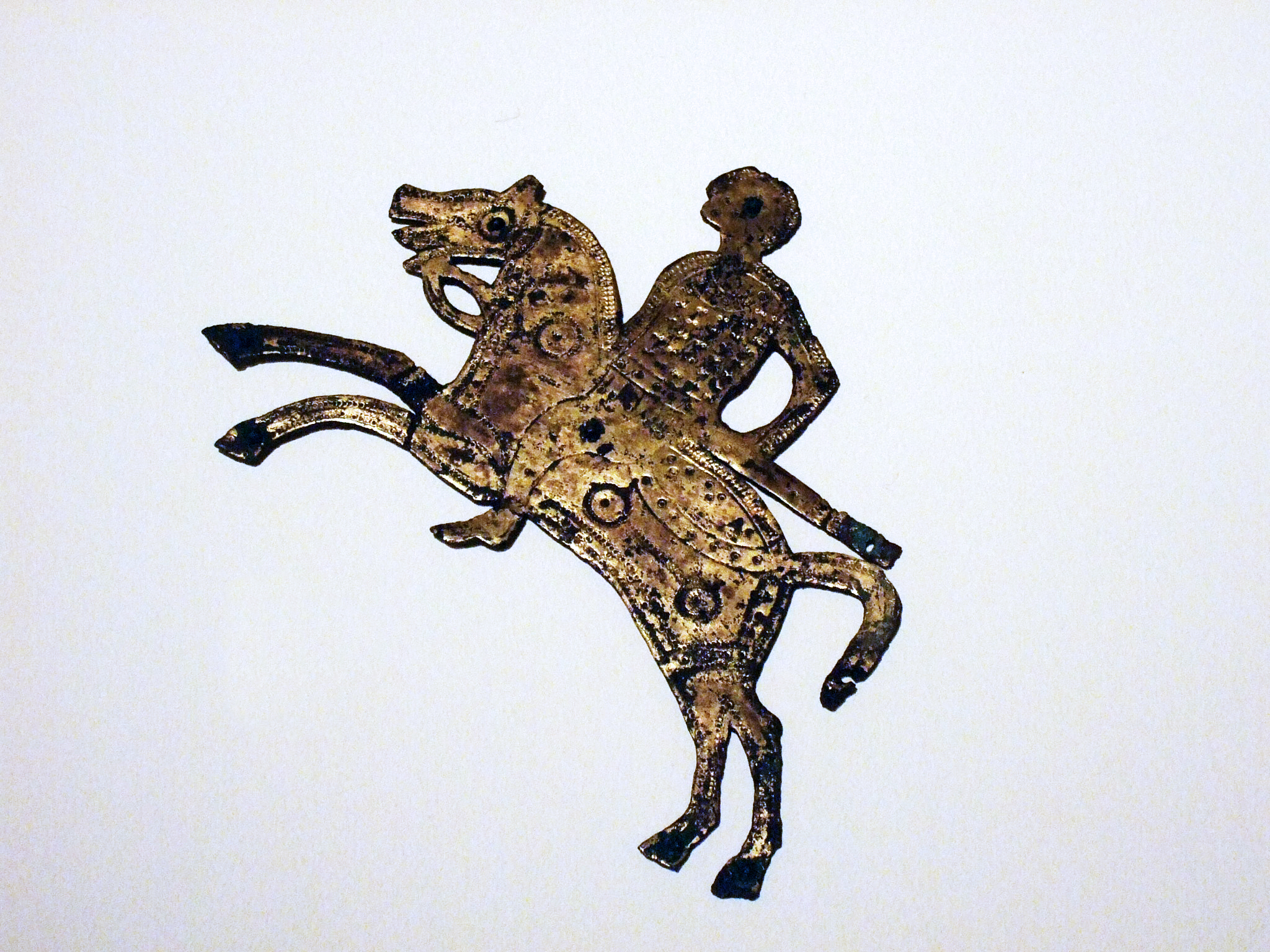
Cavalier lombard - monture du Grand Bouclier de Stabio, musée d'histoire de Berne.

Au Ier siècle, les Lombards sont établis sur le cours supérieur de l’Elbe, où ils affrontent l’empereur Tibère. La tombe du cavalier de Hankenbostel, datée du IIe siècle, contenait des ustensiles de facture romaine. Au siècle suivant, ils gagnent le cours moyen du Danube. Ainsi, en 167, ils sont présents en Pannonie où ils demeurent plusieurs siècles. Vers la fin du Ve siècle, ils obtiennent dans cette région un traité de l’empereur Justinien et deviennent des fédérés de Rome. Comme tels, ils détruisent le petit royaume voisin des Hérules, vers 510, puis investissent la province romaine de Pannonie première (peut-être en 527), et enfin la Pannonie seconde à partir de 547.
À partir de 551, de nombreux guerriers lombards servent comme mercenaires dans la péninsule italienne lors des guerres des Romains d’Orient contre les Ostrogoths de Théodoric. Alliés aux redoutables cavaliers avars, un peuple de la steppe nouveau venu dans la région, ils battent sévèrement les Gépides établis en Dacie, qui tentent d’étendre leur royaume (v. 567). Une partie des Gépides abandonne son roi, s’unit aux Lombards pour les suivre en Italie et y conservent un certain temps leurs propres lois. À partir du milieu du VIe siècle, il semble que certains Lombards se convertissent au christianisme, mais la majorité des Lombards est encore fidèle à la religion germanique.
Selon les sources, leur roi Alboïn passe ensuite un accord avec le khagan avar : durant 200 ans, les Lombards peuvent retourner en Pannonie et retrouver leur territoire. L’ensemble des Lombards, accompagnés de Gépides, mais également de bandes saxonnes, hérules et même avares, se mettent alors en route pour l’Italie que beaucoup connaissent, ayant participé à la reconquête justinienne qui, au terme de près de 25 années de guerres, avait fini par rendre la péninsule aux Romains d’Orient.

## Les Lombards en Italie

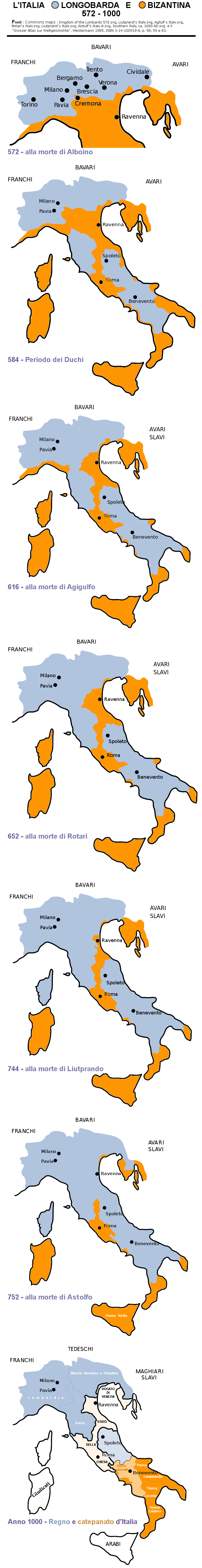
Cartes du Royaume lombard (gris-bleu) et de l’Italie byzantine (orange) au fil des siècles.

Au début de l’année 568, ayant franchi la frontière du Frioul, plus de 200 000 Lombards et leurs alliés entrent dans la plaine du Pô, où, voyant les ouvrages défensifs et les nombreuses forteresses Italo-romanes, ils préfèrent les contourner pour s’installer dans la campagne où ils constituent des résidences rurales dans la fertile plaine du Pô (les salae), placées sous la coupe d’une fara (« bande » en germanique). Vivant en communautés loin des villes et défrichant des terroirs souvent délaissés par les Romains ou marécageux, ils n’inquiètent pas outre-mesure les autorités justiniennes qui peuvent même apprécier leurs qualités guerrières pour les utiliser comme mercenaires. Si une partie des Lombards, notamment les chrétiens, peuvent s’assimiler à la population romaine, la vie autonome de la plupart des farae permet de préserver la cohésion nationale lombarde ainsi que leur identité propre.
Mais cette cohabitation ne reste pas longtemps paisible : de nombreuses farae manquant de ressources pillent les fermes romaines, s’emparent de leurs terres, assiègent les villes avec des succès divers, mais coûteux en ressources et en vies, et une partie de la population romaine reflue vers le centre et le sud de la péninsule, se réfugie dans les barènes des marais de la Vénétie et sur la côte ligure enclavée et protégée par les Alpes ligures (région de Gênes). Finalement, les Lombards s’emparent de la ville de Pavie en 572 mais l’exarchat de Ravenne, resté romain, leur résiste toujours. Certaines farae combattant plus ou moins pour leur propre compte, s’infiltrent également dans les Apennins, dans le Bénévent et jusqu’en Provence, d’où elles sont chassées par les Francs commandés par Eunius dit aussi Mummolus, patrice de la Provence bourguignonne au service du roi Gontran. Il les bat en 571 à la bataille de Mustiae-Calme, commune de Meyronnes, près de Barcelonnette et les oblige à repasser les Alpes.
En 574, les ducs lombards Amo, Zaban et Rodan lancent une triple attaque contre la Gaule. Amo atteint Mague (près de Caumont), dans la région d’Avignon, en passant par le col de Larche ; Zaban atteint Valence et Rodan assiège Grenoble. Amo s’empare des troupeaux de la Crau et rançonne Aix. Mummolus se porte au secours de Grenoble. Rodan, blessé, rejoint Zaban avec 500 hommes et les deux ducs se retirent à Embrun, avant d’être rejetés au-delà des Alpes par Mummolus. En l’apprenant, Amo se retire à son tour mais, avec l’arrivée de l’hiver, peine à regagner l’Italie. Un dernier fara, après avoir ravagé l’abbaye de Saint-Maurice d'Agaune en Valais, est battu près de Bex. Gontran ferme l’entrée de la Gaule en occupant Aoste et Suse, sur le versant italien des Alpes.
Après les assassinats d’Alboïn (572) et de son successeur Cleph en 574, les Lombards suppriment la royauté (fait unique pour cette époque) et restent sans roi pendant dix années, errant en bandes (farae de quelques milliers d’individus tout au plus), plus ou moins rivales à travers toute la péninsule, qu’ils mettent à feu et à sang, dirigées par trente-cinq chefs militaires, les « Ducs ». L’organisation de la royauté lombarde en Italie, qui allait durer jusqu’à la conquête franque de Charlemagne, se mit probablement en place durant cette période de polyarchie : la couronne était dévolue par les ducs à l’un d’entre eux, élu. En 584, ils choisissent comme roi Authari auquel succède Agilulf (590-616) qui met en place un État plus centralisé, reprenant la politique des Ostrogoths et de Théodoric le Grand sur la base d’une collaboration entre Romains d’Orient et Lombards, aux premiers étant dévolue l’administration civile, aux seconds la sécurité militaire.
Le centre du pouvoir lombard se situe à Monza. Agilulf consolide son pouvoir et la domination lombarde dans son royaume. La monarchie reste néanmoins élective et les ducs régionaux continuent à bénéficier d’une autonomie de fait. En 626, la capitale est transférée à Pavie. Le règne du roi Aripert (653-661) est caractérisé par la conversion des Lombards au christianisme nicéen, même si un nombre important d’entre eux restent longtemps encore arianistes ou païens. L'adoption du christianisme nicéen favorisa les rapports avec la papauté et les Romains d’Orient. Le roi Grimoald (661-671) marque une étape supplémentaire dans le contrôle des ducs. Il met en place des liens plus ténus avec les duchés du sud et multiplie les liens matrimoniaux. Se mettent en place des rapports préféodaux qui marquent, pour les historiens, l’entrée progressive du pays dans le Moyen Âge.

## Art lombard
Au cours de leur phase nomade, les Lombards ont principalement créé de l'art qui se transportait facilement avec eux, comme les armes et les bijoux. Celui-ci est proche des créations artistiques d'autres tribus germaniques d'Europe du Nord et d'Europe centrale de la même époque.
Avant leur descente en Italie, la principale expression artistique des Lombards est l'orfèvrerie, mélangeant les traditions germaniques avec des influences de la fin d'époque romaine de la province de Pannonie (Europe centrale, au sud du Danube). De cette période initiale datent les petites croix en feuilles d'or martelées qui remplacèrent les monnaies d'ascendance germanique, qui étaient déjà amplement diffusées comme amulettes. Les petites croix, selon une typologie byzantine, étaient utilisées comme ornements sur l'habillement. Des figures d'animaux, stylisés mais reconnaissables, étaient représentées sur les exemplaires les plus anciens.
Avec leur arrivée en Italie, les Lombards introduisirent leur propre tradition artistique, proprement germanique, qui avait été déjà influencée par des éléments byzantins pendant leur long séjour en Pannonie (VIe siècle). Cette empreinte resta longtemps visible, surtout dans les éléments ornementaux de l'art (symbolisme, décors phytomorphiques ou zoomorphiques).
À la suite de leur sédentarisation en Italie, un vaste processus de fusion prend corps entre l'élément germanique et celui romano-byzantin et donne naissance à l'art lombard de la péninsule italienne.

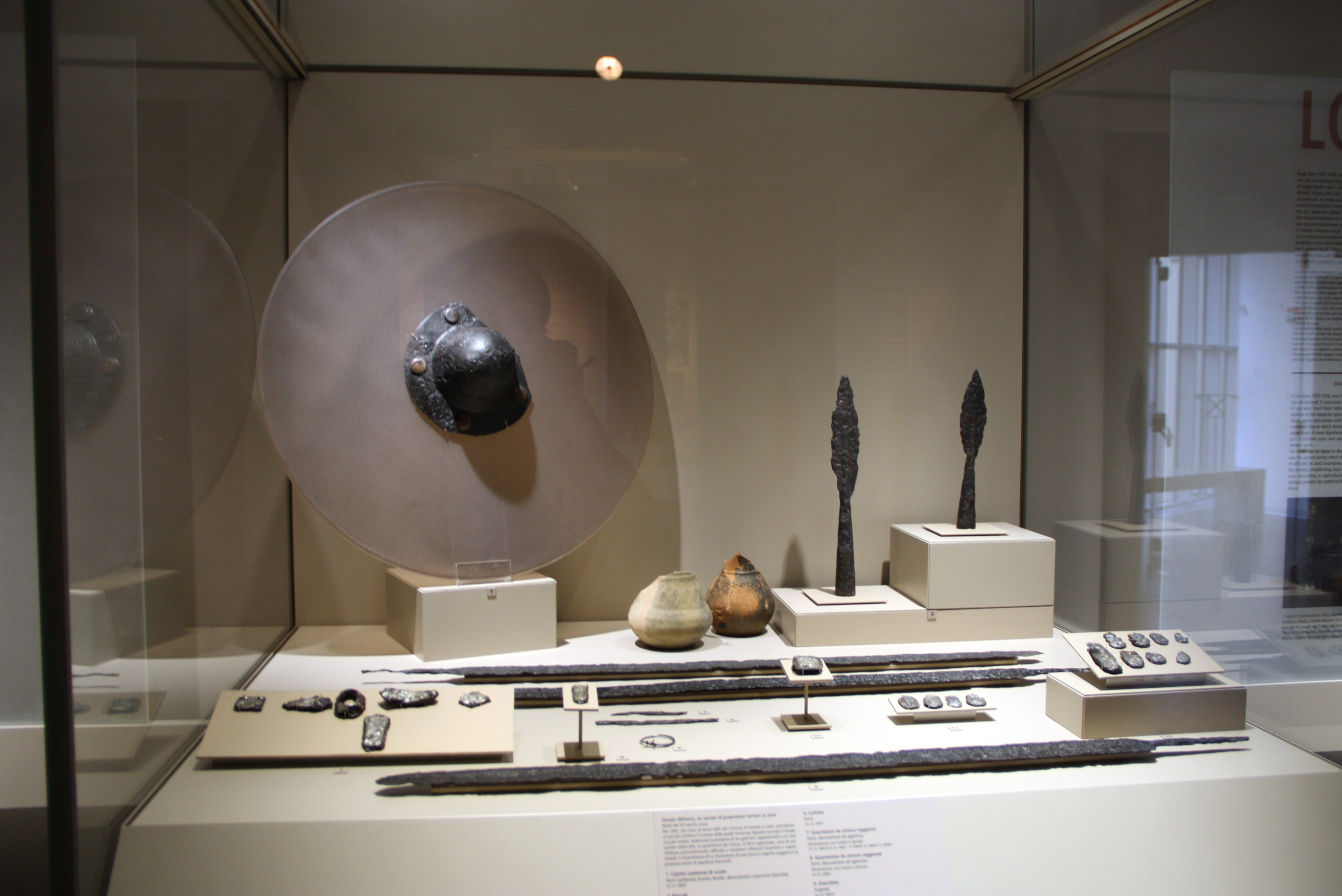
Objets funéraires lombards (VIe – VIIe siècle), Milan, Lombardie.
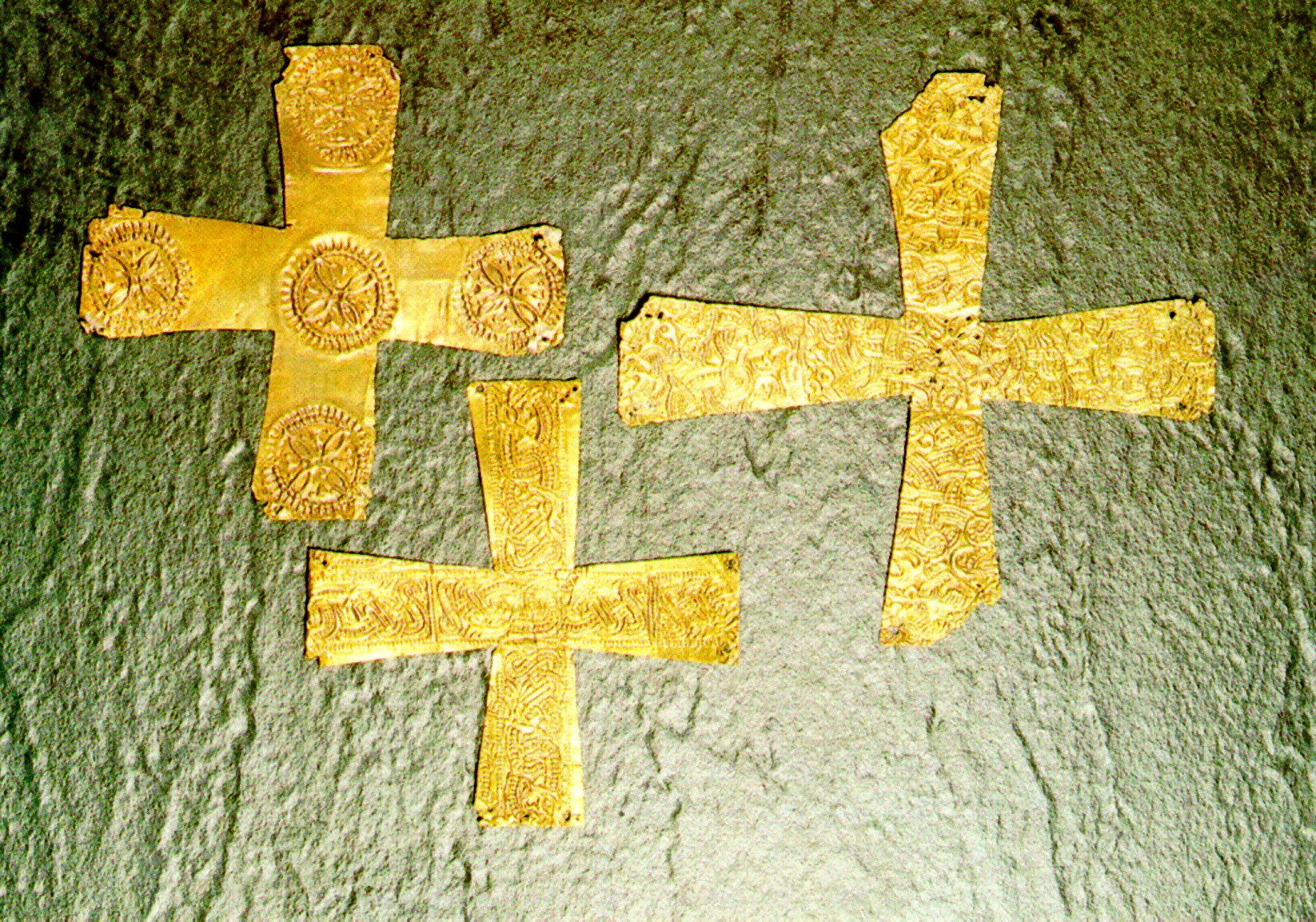
Petites croix en feuilles d'or martelées.
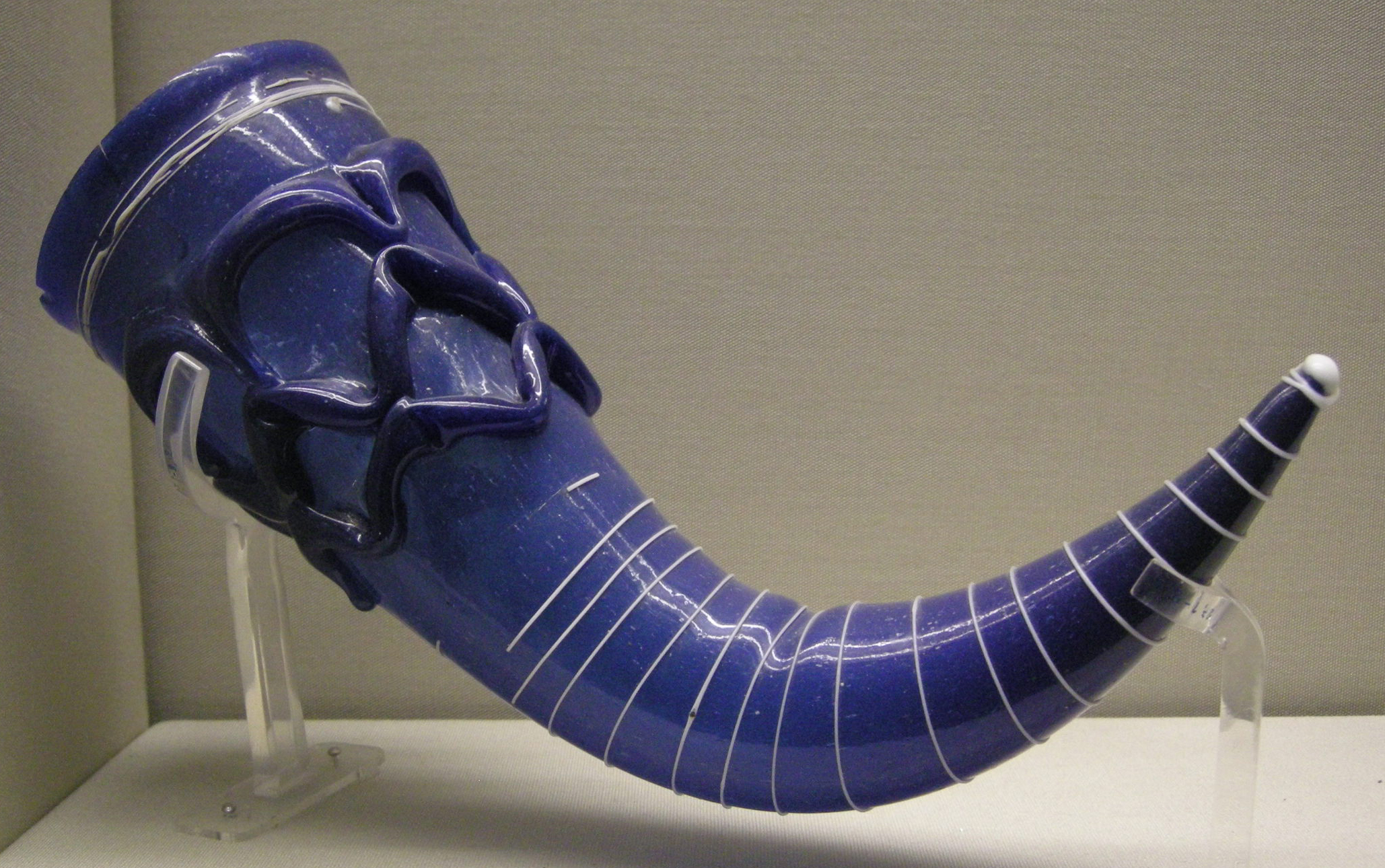
Corne à boire de Castel Trosino (province d'Ascoli Piceno).
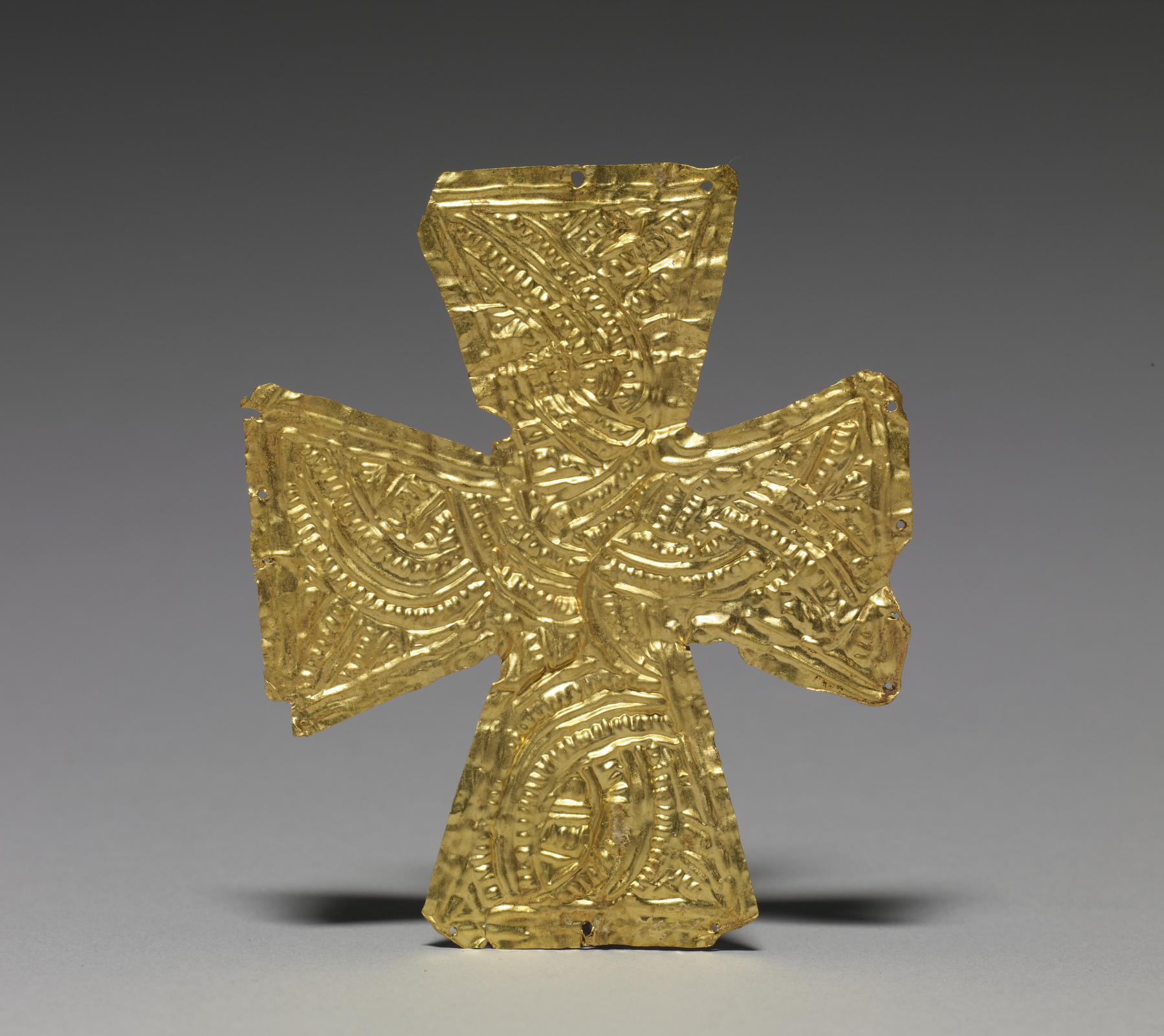
Croix de feuille d'or lombarde.
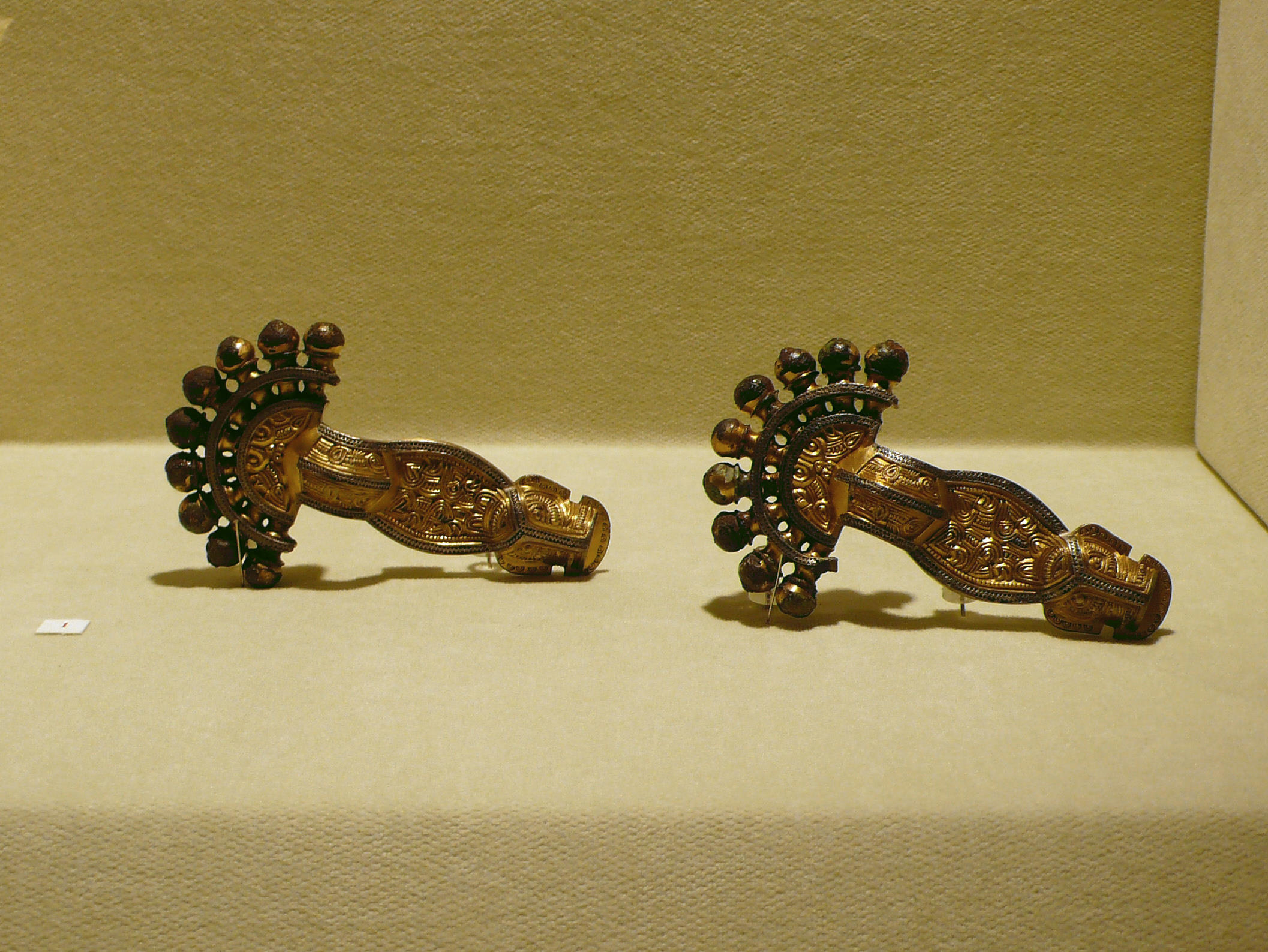
Fibules lombardes.
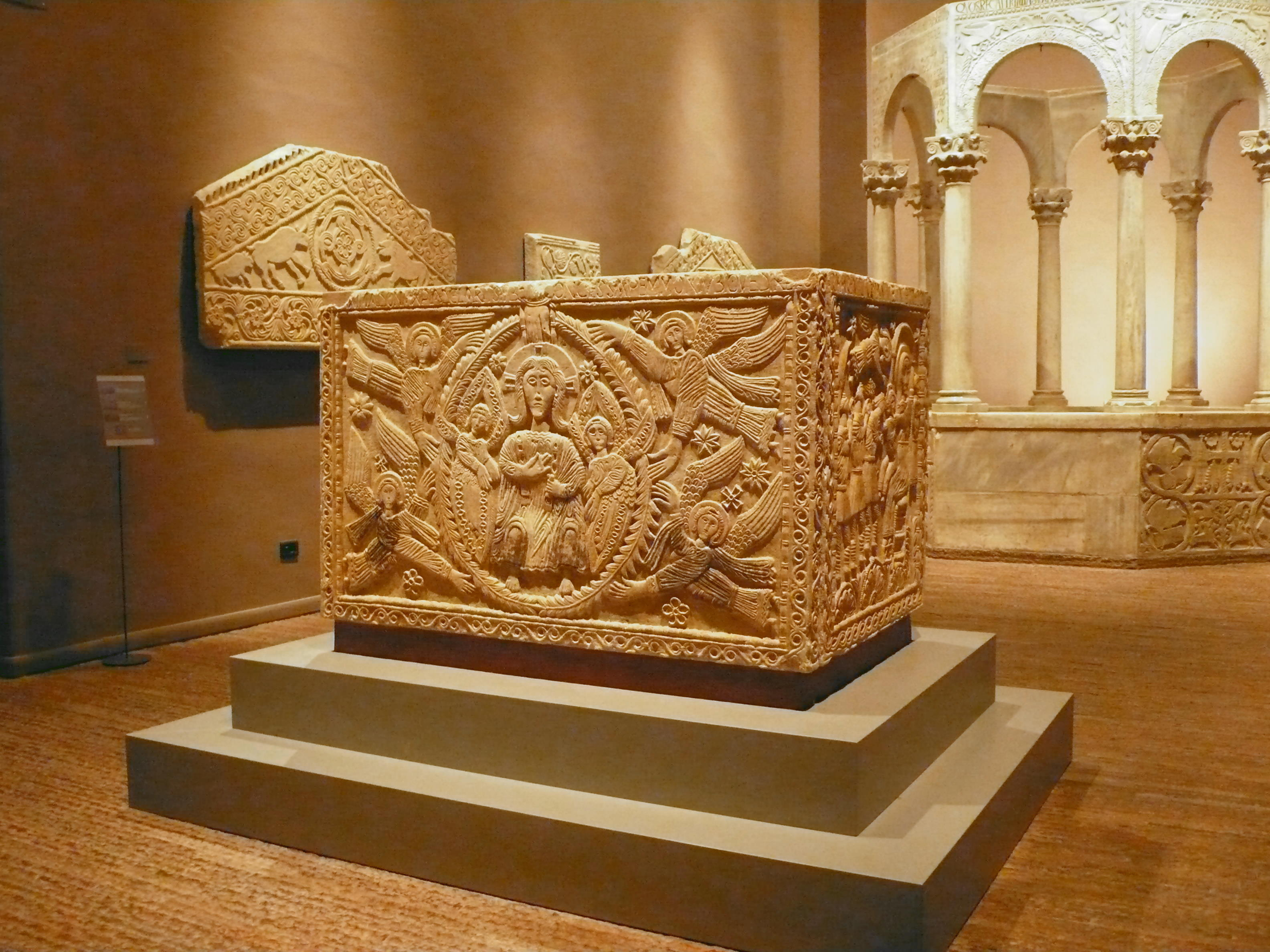
Autel de Ratchis.
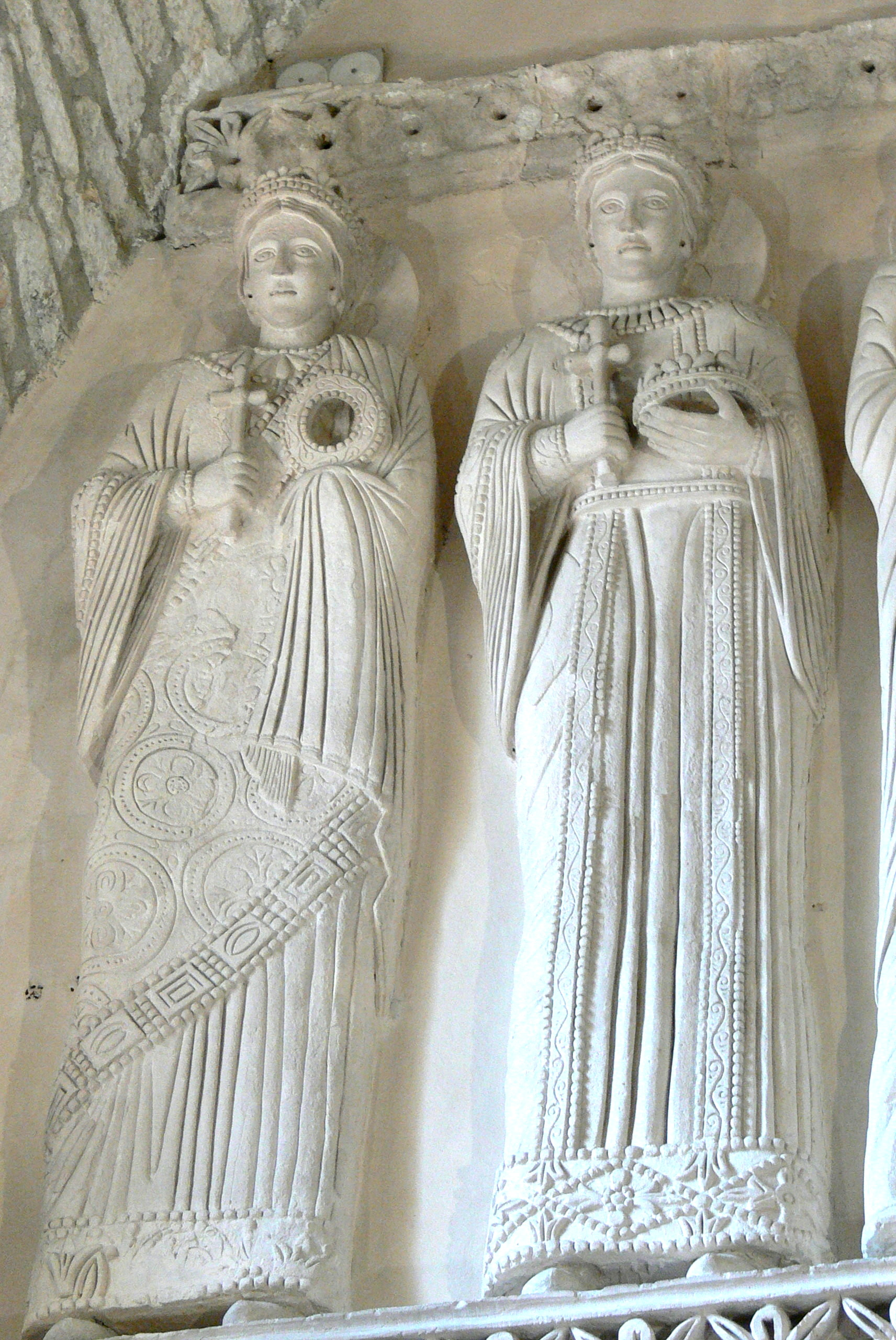
Sculpture lombarde du VIIIe siècle représentant des martyrs féminines, basée sur un modèle byzantin. Tempietto Longobardo, Cividale del Friuli.
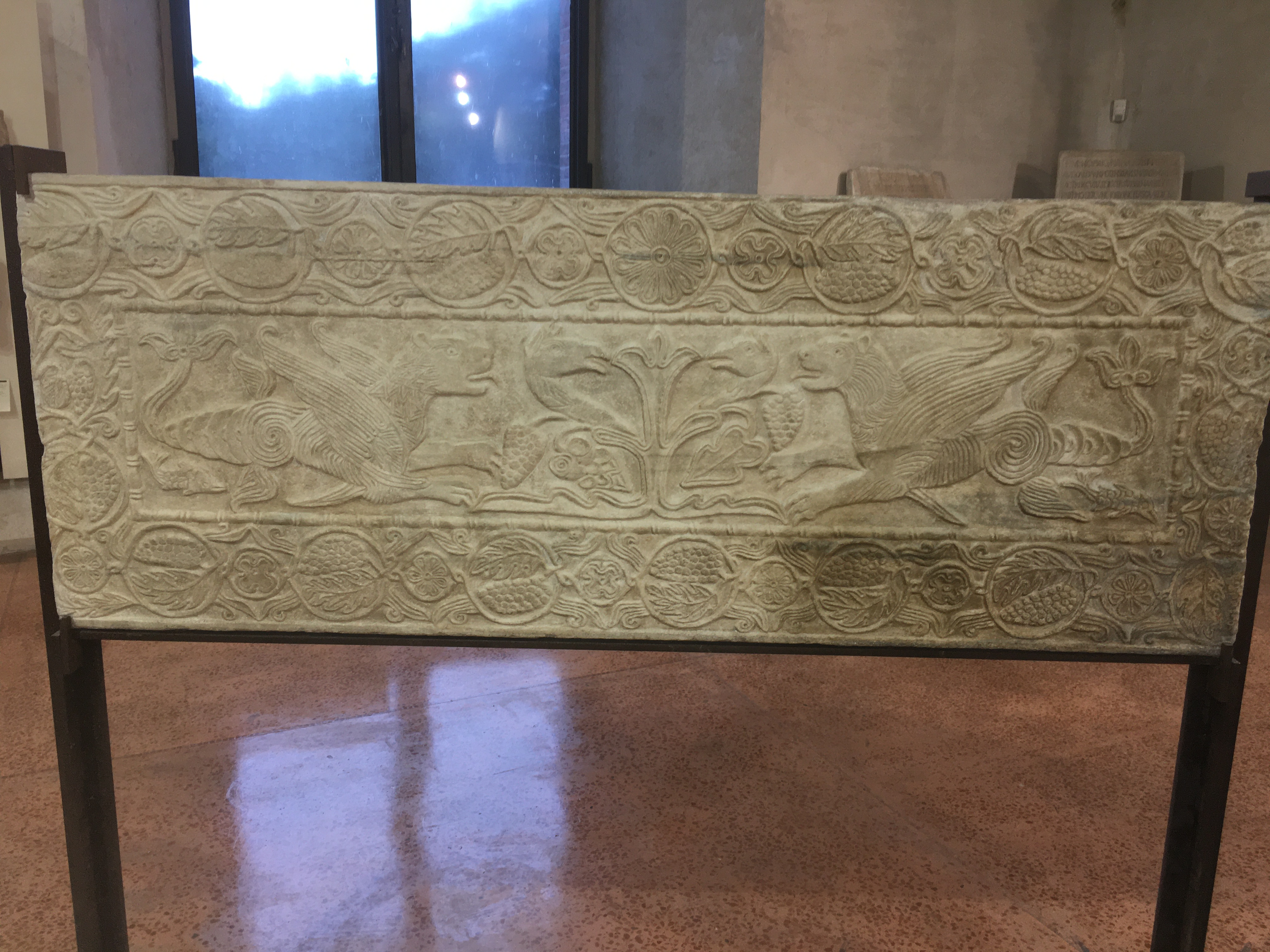
L'un des plutei de Theodota, VIIIe siècle, Musées civiques de Pavie.
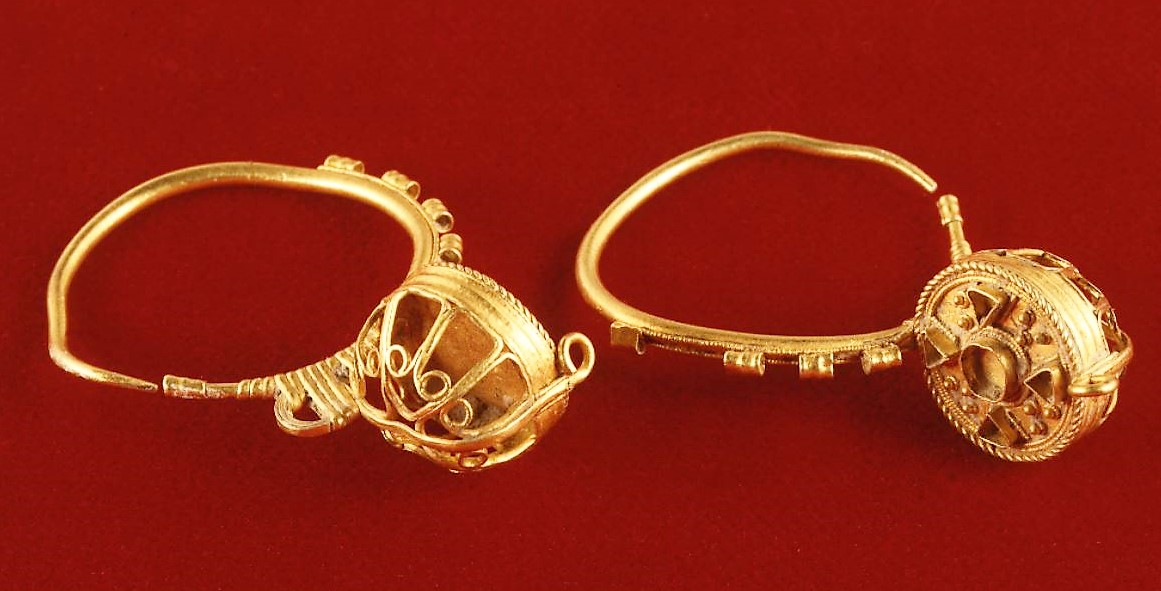
Boucles d'oreilles de la période lombarde trouvées dans une sépulture dans l'église Sant'Eusebio, Musées civiques de Pavie.
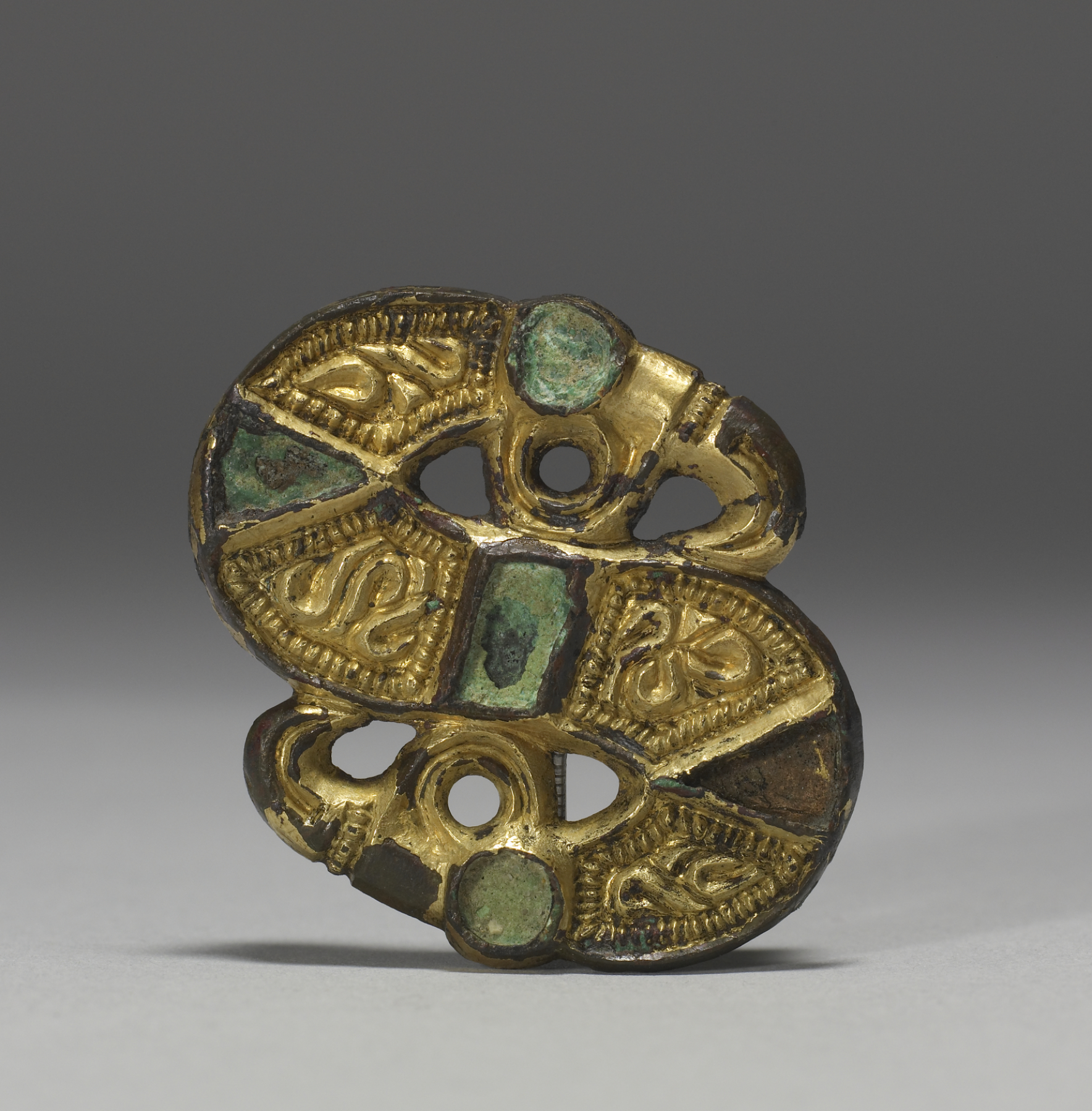
Fibule lombarde en forme de « S ».
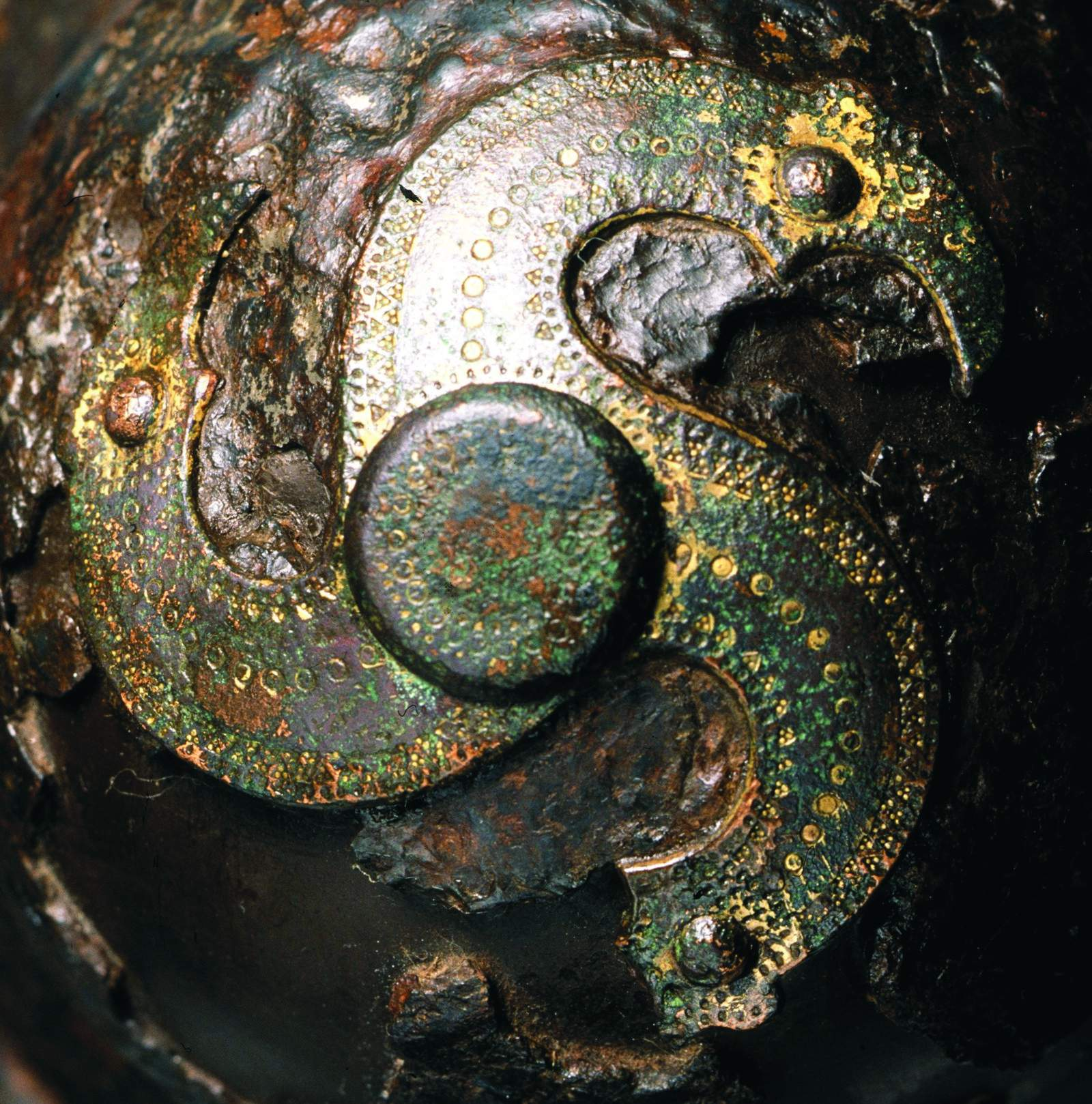
Umbo de bouclier lombard.

## Armes
La production et décoration des armes emprunta quelque peu aux styles de l'orfèvrerie, mais développa aussi des caractéristiques propres. Grâce aux trouvailles de mobiliers funéraires, on a le témoignage de grands écus d'apparat en bois recouvert de cuir, sur lesquels pouvaient être appliquées des silhouettes en bronze : par exemple sur l’écu de Stabio (musée d'histoire de Berne) étaient clouées des représentations d'animaux et de figures équestres caractéristiques, au dynamisme contemporain raffiné. La tombe du cavalier de Hankenbostel contenait une épée et divers ustensiles en fer du IIe siècle.

## Société
Une étude de paléogénétique publiée en 2020 basée sur l'étude des squelettes de deux cimetières, l'un en Pannonie, l'autre dans le nord de l'Italie a révélé que chaque cimetière était principalement organisé autour d'un grand arbre généalogique, ce qui suggère que les relations biologiques jouaient un rôle important dans ces sociétés du début du Moyen Âge.

## Histoire tardive

### Chute du royaume lombard
En 771, la mort de son frère Carloman laissa les mains libres à Charlemagne qui, désormais assuré sur le trône, répudia la fille de Didier. L'année suivante un nouveau pape, Adrien Ier, du parti opposé à Didier, réclama la cession de quelques territoires que celui-ci lui avait promis mais jamais cédés, ce qui le conduisit à reprendre la guerre contre les villes de Romagne. Charlemagne vint au secours du pape et, entre 773 et 774, descendit en Italie et conquit Pavie, la capitale du royaume. Le fils de Didier, Adalgis, trouva refuge auprès des Romains d’Orient ; Didier et sa femme furent emmenés en Francie et enfermés dans un monastère. Charlemagne se fit alors appeler « Gratia Dei rex Francorum et Langobardorum », réalisant une union personnelle des deux royaumes ; il maintint les Leges Langobardorum mais réorganisa le royaume sur le modèle franc, avec des comtes à la place des ducs.
« Ainsi finit l'Italie lombarde, et personne ne saurait dire si ce fut, pour notre pays, une chance ou un malheur. Alboïn et ses successeurs avaient été des maîtres peu commodes, encore moins commodes que Théodoric, tant qu’ils étaient restés des barbares campés en pays conquis. Mais maintenant ils étaient en train de s'assimiler à l'Italie et auraient pu en faire une Nation, ce que les Francs faisaient en France. Mais en France il n'y avait pas de Pape. En Italie, si. ».

### Après 774 - la Lombardie mineure

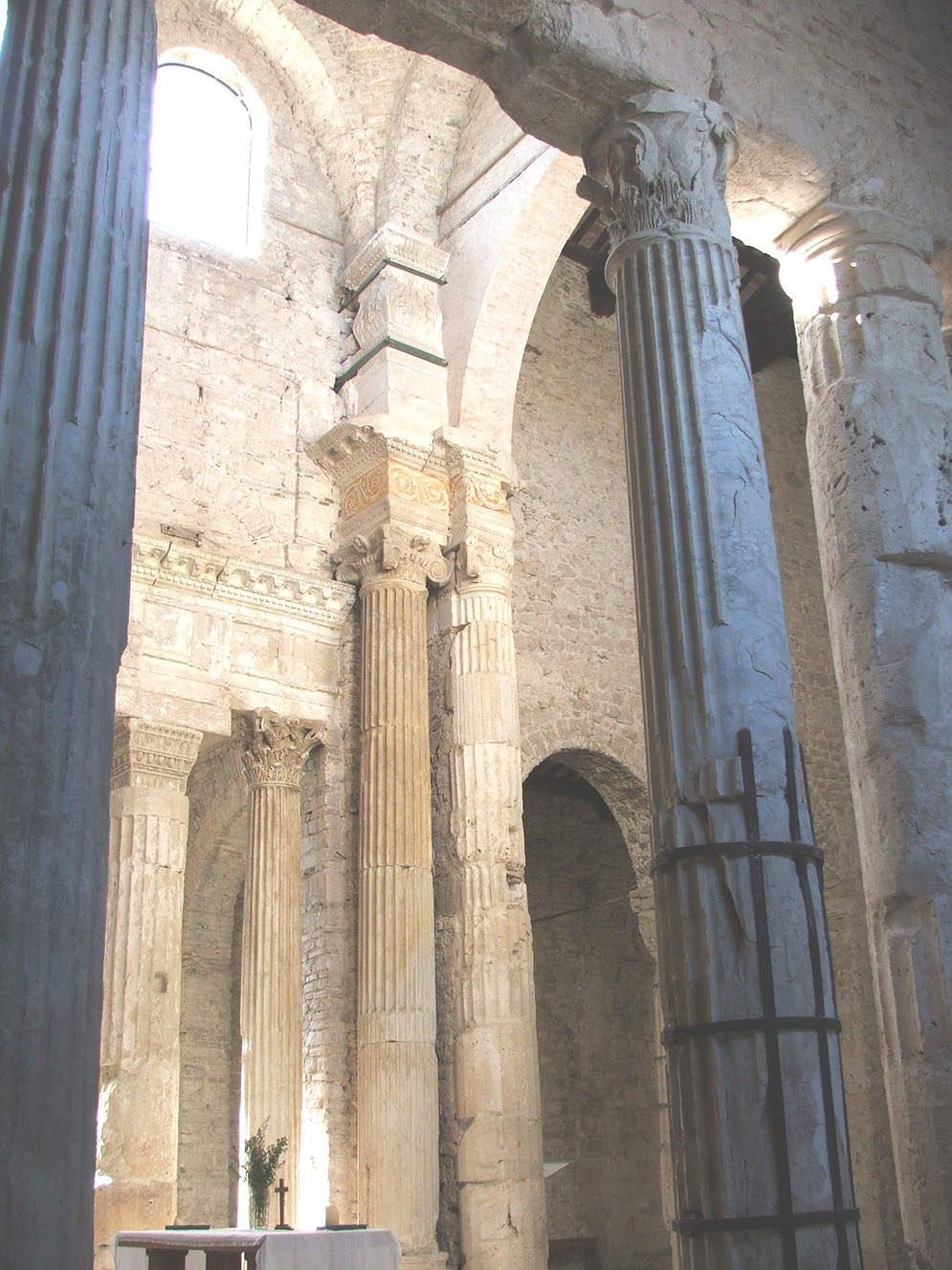
Église San Salvatore de Spolète datant des et rénovée par les Lombards au VIIIe siècle.

Les possessions lombardes de l'Italie du Centre et du Sud (qui s'appelaient la Lombardie mineure par comparaison avec la Lombardie du Nord, plus vaste), connurent des destinées différentes. Le duché de Spolète tomba immédiatement aux mains des Francs, alors que celui de Bénévent maintint, par contre, son autonomie. Le duc Arigis II, au pouvoir au moment où s’écroula le royaume, aspira inutilement au trône royal ; il prit alors le titre de prince.
Au cours des siècles suivants les États lombards du Sud (la principauté de Salerne et la seigneurie de Capoue) se détachèrent vite de la principauté de Bénévent. Ils furent travaillés par des luttes intestines et des affrontements avec les grandes puissances (le Saint-Empire et l'Empire byzantin), avec les duchés campaniens voisins de la côte et avec les Sarrasins.
Après l'an mil, sous le règne du prince Guaimar IV, la principauté de Salerne s’étendit jusqu'à englober presque toute l'Italie méridionale continentale (1050), mais les États lombards finirent au XIe siècle par être absorbés par les Normands, comme toute l'Italie méridionale. Robert Guiscard épousa Sykelgaite, fille de Guaimar IV, dernier seigneur de Salerne. En 1139 la principauté (qui fut aussi appelée « lombardo-normande ») se transforma en royaume de Sicile (qui devait durer — sous divers noms — pendant sept siècles, jusqu'en 1861). Bénévent, conquise par Robert Guiscard en 1053, entra dans les États du pape, même si des ducs lombards continuèrent à être nommés (directement par le pape) jusqu'en 1081.
Le maintien d'États autonomes permit aux Lombards de conserver leur identité culturelle et garda une grande partie de l'Italie méridionale dans l'orbite culturelle germanique, plutôt que dans celle des Romains d’Orient. Le droit lombard (more Langobardorum) se conserva encore pendant deux siècles dans de vastes territoires de l'Italie méridionale.

## Sources de l’histoire des Lombards
La plupart de nos connaissances au sujet de l'histoire mythique et semi-mythique des Lombards proviennent de l’Histoire des Lombards (« Historia Langobardorum »), écrite entre 784 et 799 par Paul Diacre (« Paulus Diaconus ») ou d'une tradition orale nationale, mise par écrit au milieu du VIIe siècle : l'Origo gentis Langobardorum.
Enfin, les Leges langobardorum, écrites à partir de l’édit de Rothari, furent modifiées et enrichies jusqu'au XIe siècle dans le duché de Bénévent et servirent de modèles pour les lois du Moyen Âge italien.

Gravure représentant un guerrier lombard, in Tacite, Hugo de Groot, Antiquitates Germanicæ, éd. Jacob van Royen, 1714.